# Ihalimba
Ihalimba ist ein Verwaltungsbezirk (englisch Ward) des Distrikts Mufindi in der tansanischen Region Iringa.

## Geografie
Ihalimba liegt im südlichen Hochland von Tansania etwa 20 Kilometer Luftlinie östlich der Distrikthauptstadt Mafinga. Der Bezirk grenzt im Nordwesten an Ifunda, im Nordosten an Kibengu, im Südosten an Mapanda, im Süden an Mdabulo, im Südwesten an Ifwagi und im Westen an Rungemba. Bei der Volkszählung 2022 lebten 13.028 Menschen in 3329 Haushalten auf einer Fläche von 334 Quadratkilometern.

## Gliederung
Der Bezirk besteht aus fünf Gemeinden (swahili Mtaa) mit 25 Orten (Kitongoji):
| Ihalimba - Kihesa - Mifugo - Mjini - Majengo - Mjimwema | Vikula - Changarawe - Makao - Mhesa - Nyanza | Nundwe - Nundwe - Mbugani - Mtembwe - Ulole | Ugesa - Ihansi - Kihesa - Makao Makuu - Kati - Kitonga - Muungano | Wamimbalwe - Mbagala - Winome - Mwangata - Mjimwema - Ilala - Kihesa |

## Wirtschaft und Infrastruktur
- Landwirtschaft: Im Bezirk werden rund 15.000 Hühner, 1500 Rinder, 1000 Ziegen und 300 Schafe gehalten.[8]
- Bildung: In Ihalimba gibt es zwei weiterführende Schulen. Die Ihalimba Secondary School ist eine staatliche Schule für Tages- und Internatsschüler[9], die Ambrose Barlow Secondary School eine private Internatsschule.[10] Beide bieten eine Ausbildung bis zur 4. Stufe an.
- Gesundheit: In jeder der Gemeinden Ihalimba, Vikula, Nundwe, Ugesa und Wamimbalwe liegt eine öffentliche Apotheke.[11][12][13][14][15]